# Wir sind Champions
Wir sind Champions (Originaltitel: Campeones) ist eine spanische Tragikomödie von Javier Fesser aus dem Jahr 2018. Es handelt sich um eine Produktion von Morena Films, Pendelton Films, Mediaset Spain und Movistar+, an der auch RTVE und Universal Pictures International Spain beteiligt waren. Die Komödie wurde am 6. April 2018 uraufgeführt. Der Soundtrack enthält das Lied Este es el momento, das von Coque Malla komponiert und interpretiert wurde.
Der Film gehörte zur spanischen Vorauswahl für die Kategorie Bester fremdsprachiger Film der 91. Oscarverleihung.

## Handlung
Marco hat zahlreiche berufliche und persönliche Probleme. Nach seiner Entlassung als Trainer einer Basketballmannschaft verursacht er einen Verkehrsunfall, der mit einer hohen Geldstrafe geahndet wird. Marco muss sich entscheiden: entweder 18 Monate Gefängnis oder 90 Tage Sozialarbeit. Er entscheidet sich für die Sozialarbeit, bei der er das Basketballteam „Los Amigos“ ausbilden soll, das sich aus Sportlern mit verschiedenen Behinderungen zusammensetzt. Zunächst nimmt Marco die Situation negativ auf, im Laufe der Zeit wird ihm jedoch bewusst, was er noch von diesen Menschen lernen kann.

## Hintergrund
Der Film wurde von der Geschichte der Basketballmannschaft Aderes Burjassot inspiriert, die von Menschen mit geistiger Behinderung gegründet wurde und zwischen 1999 und 2014 zwölf spanische Meisterschaften gewann.

## Remake und Adaption
Das US-Remake Champions aus dem Jahr 2023 wurde von Bobby Farrelly inszeniert. Die deutsche Adaption wurde 2022 unter dem Titel Weil wir Champions sind veröffentlicht.

## Dreharbeiten
Der Film wurde ungefähr neun Wochen lang in verschiedenen Gebieten der Autonomen Gemeinschaft Madrid und der Provinz Huelva gedreht.

## Kritiken
„Der in der Hauptrolle hervorragend gespielte Film ist dramaturgisch zwar recht vorhersehbar, in seiner Natürlichkeit aber tief ergreifend“, befand das Lexikon des internationalen Films.

## Auszeichnungen (Auswahl)
Goya
- Bester Film

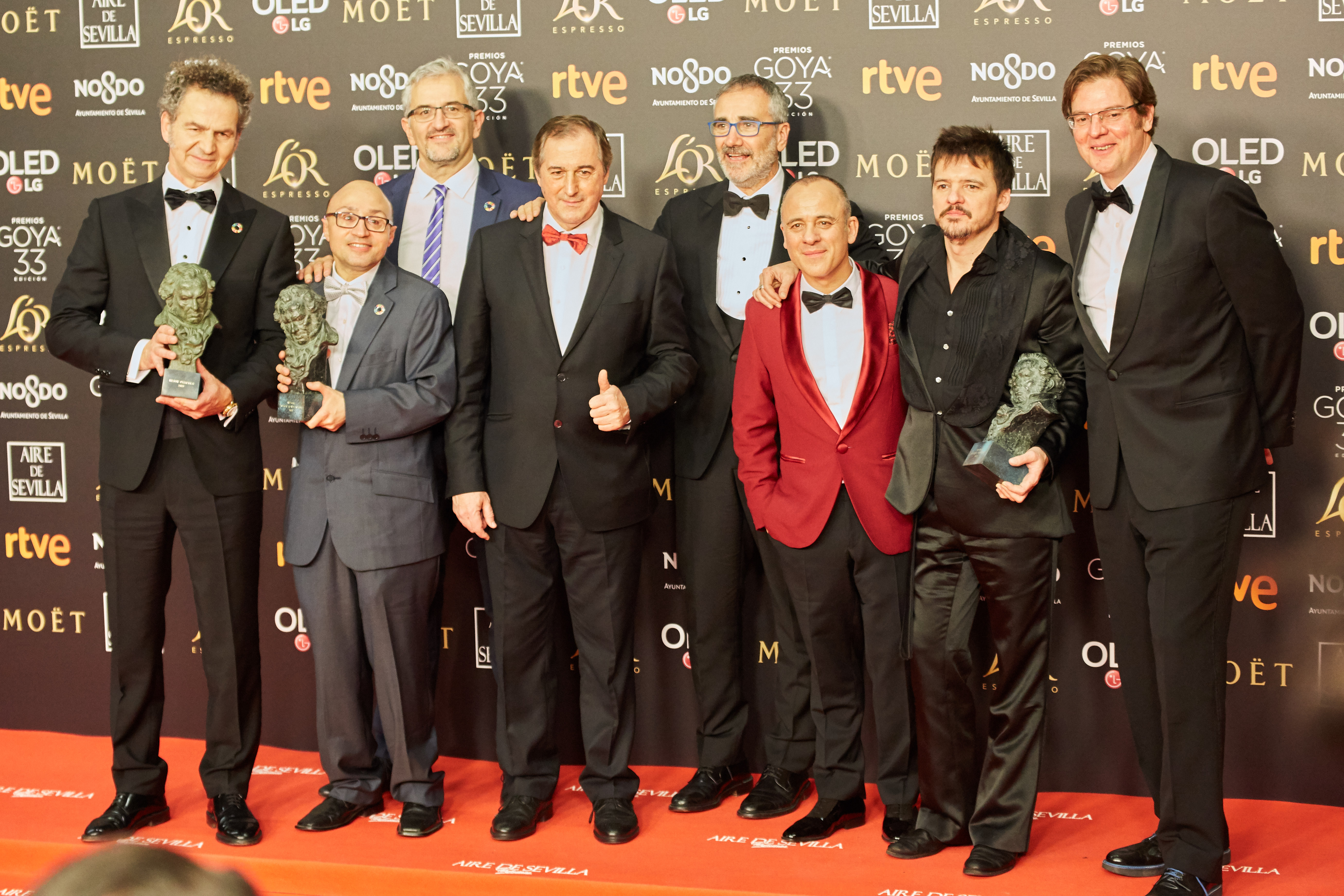
Regisseur Javier Fesser (vierter von rechts) sowie Darsteller und Crew bei der Verleihung des Goya 2019

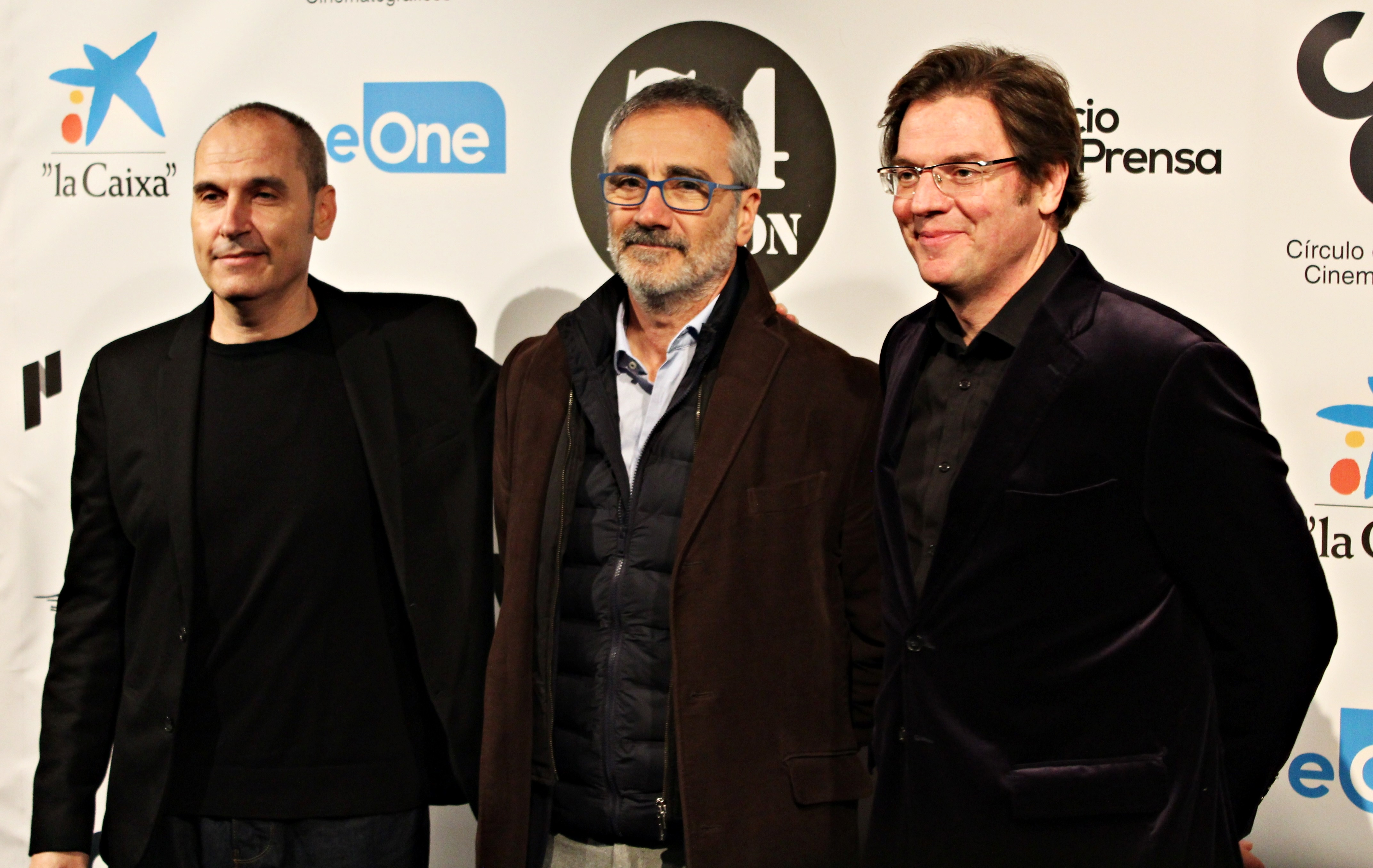
Drehbuchautor David Marqués, Regisseur Javier Fesser und Produzent Álvaro Longoria bei der Verleihung der Medallas del Círculo de Escritores Cinematográficos (2019)

- Bester Nachwuchsdarsteller (Jesús Vidal)
- Bester Originalsong (Este es el momento von Coque Malla)
- Nominierung in der Kategorie Beste Regie (Javier Fesser)
- Nominierung in der Kategorie Bestes Originaldrehbuch (David Marqués, Javier Fesser)
- Nominierung in der Kategorie Bester Hauptdarsteller (Javier Gutiérrez)
- Nominierung in der Kategorie Bester Nebendarsteller (Juan Margallo)
- Nominierung in der Kategorie Beste Nachwuchsdarstellerin (Gloria Ramos)
- Nominierung in der Kategorie Bester Schnitt (Javier Fesser)
- Nominierung in der Kategorie Bester Ton (Arman Ciudad, Charly Schmukler, Alfonso Raposo)
- Nominierung in der Kategorie Bester Produktionsleiter (Luis Fernández Lago)

Medallas del Círculo de Escritores Cinematográficos
- Bester Nachwuchsdarsteller (Jesús Vidal)[7]
- Nominierung in der Kategorie Bester Film
- Nominierung in der Kategorie Beste Regie (Javier Fesser)
- Nominierung in der Kategorie Bestes Originaldrehbuch (David Marqués, Javier Fesser)
- Nominierung in der Kategorie Bester Hauptdarsteller (Javier Gutiérrez)
- Nominierung in der Kategorie Bester Nebendarsteller (Juan Margallo)
- Nominierung in der Kategorie Beste Nachwuchsdarstellerin (Gloria Ramos)
- Nominierung in der Kategorie Bester Schnitt (Javier Fesser)

Weitere
- Feroz-Preis in der Kategorie Bester Film – Komödie
- Fotogramas-de-Plata-Publikumspreis in der Kategorie Bester spanischer Film
- Sant-Jordi-Publikumspreis in der Kategorie Besten spanischer Film